# Charles Alderton

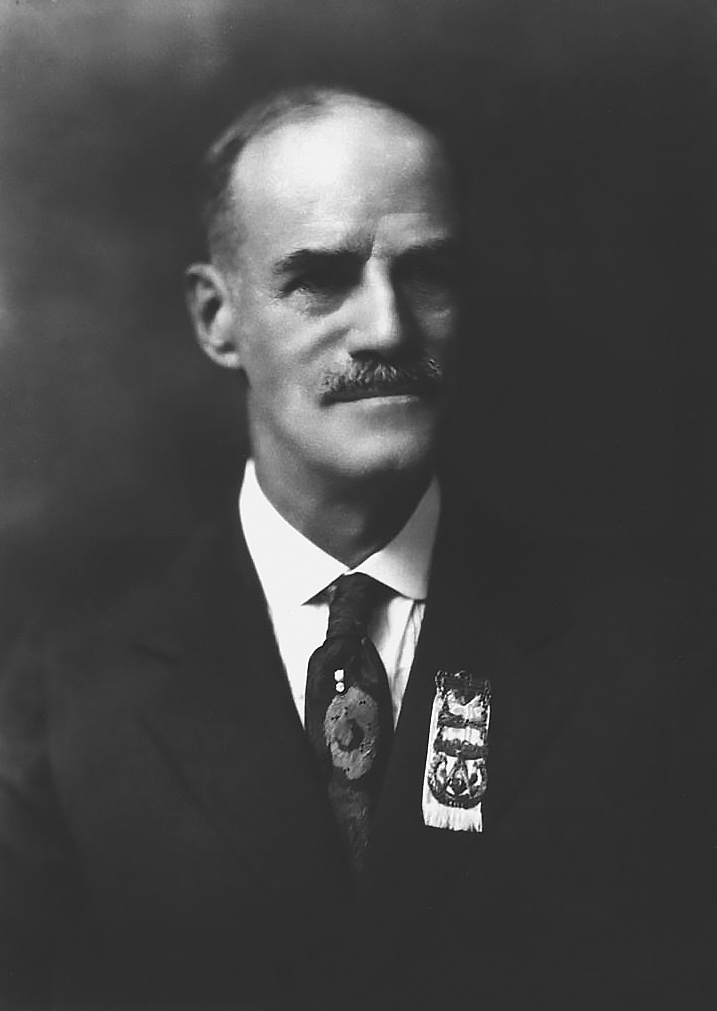
Charles Alderton 1923

Charles Courtice Alderton (* 21. Juni 1857 in Brooklyn; † 29. Mai 1941 in Waco) war ein amerikanischer Apotheker und Erfinder von Dr Pepper.

## Leben
Alderton besuchte das Framlingham College in Suffolk und studierte später Medizin an der University of Texas in Galveston. Nach seinem Studium arbeitete Alderton als Apotheker im Morrison's Old Corner Drug Store in Waco. Als der dortige Umsatz zurückging, experimentierte Alderton mit verschiedenen Fruchtsaftkonzentraten und Gewürzen. Er kreierte ein Getränk, was ab dem 1. Dezember 1885 ursprünglich als Doc Alderton's Drink oder kurz The Waco, später als Dr Pepper, in seinem Drug Store verkauft wurde. Nachdem der Absatz des Getränks deutlich anstieg und die Kapazitäten vor Ort  nicht mehr ausreichend waren, beschloss Alderton weiterhin nur als Apotheker tätig sein zu wollen, verkaufte das Rezept an Wade Morrison und beteiligte sich nicht am neuen Unternehmen.